# Гіккам (авіабаза)
Авіаба́за Гіккам (англ. Hickam Air Force Base, (WPAFB) (IATA: HNL, ICAO: PHNL, FAA ідент. місц.: HNL) — діюча військово-повітряна база Повітряних сил США розташована поблизу Перл-Гарбора, на Гаваях. Військово-повітряна база існує з 1935 року та названа на честь піонера авіації підполковника Гораса Гіккама. 2010 році у результаті реформування військових інсталяцій збройних сил США, об'єднана з військово-морською базою Перл-Гарбор в Об'єднану військову базу Перл-Гарбор-Гіккам. Авіабаза використовує у своїй діяльності з різними цілями сусідній цивільний міжнародний аеропорт Гонолулу.

## Дислокація
Авіабаза Гіккам є основною військовою базою дислокації 154-го авіакрила, а також 67 різнорідних військових формувань, зокрема штабу Тихоокеанського командування ПС, ПС Національної гвардії штату Гаваї, 515-те авіакрило мобільних перевезень Транспортного командування ПС, яке здійснює стратегічні та тактичні повітряні перевезення в Тихоокеанському регіоні.

## Галерея

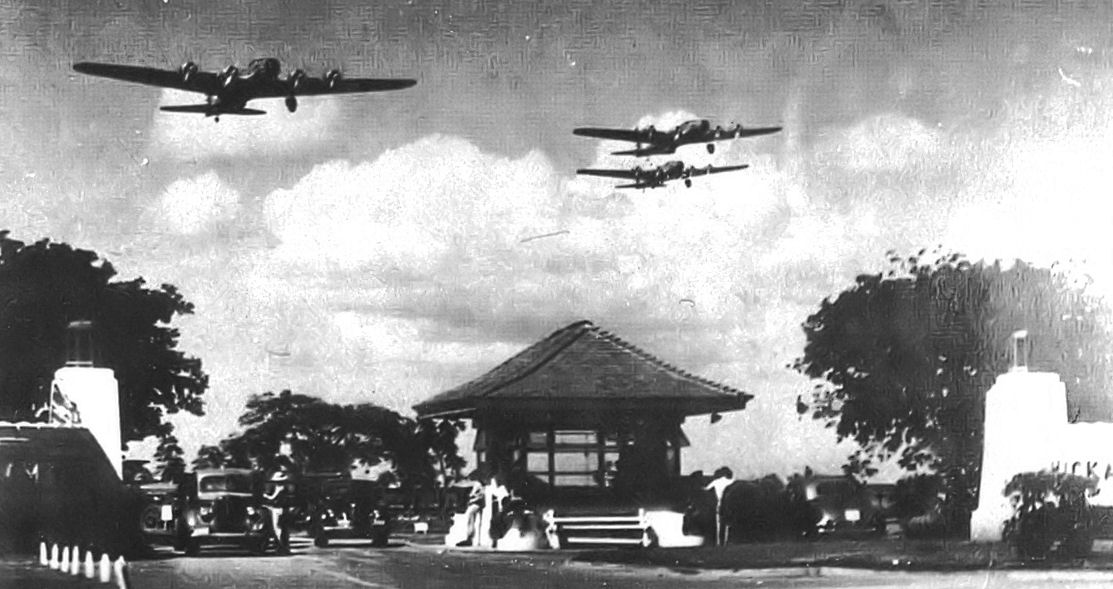
Бомбардувальники B-17 «Летюча фортеця» над аеродромом Гіккам. 1941
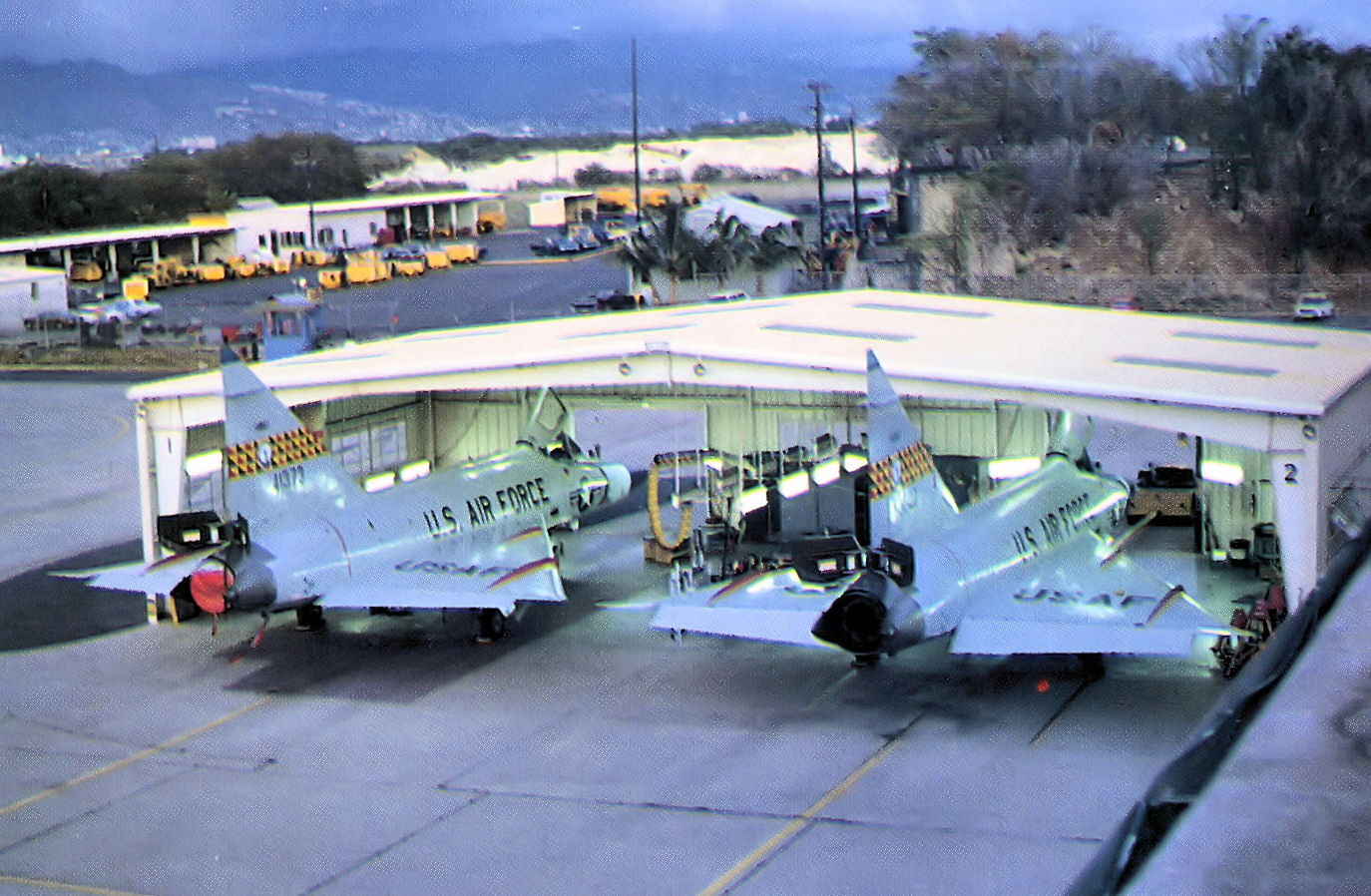
Винищувачі-перехоплювачі F-102 «Дельта Даґґер» в ангарах на авіабазі. 1976
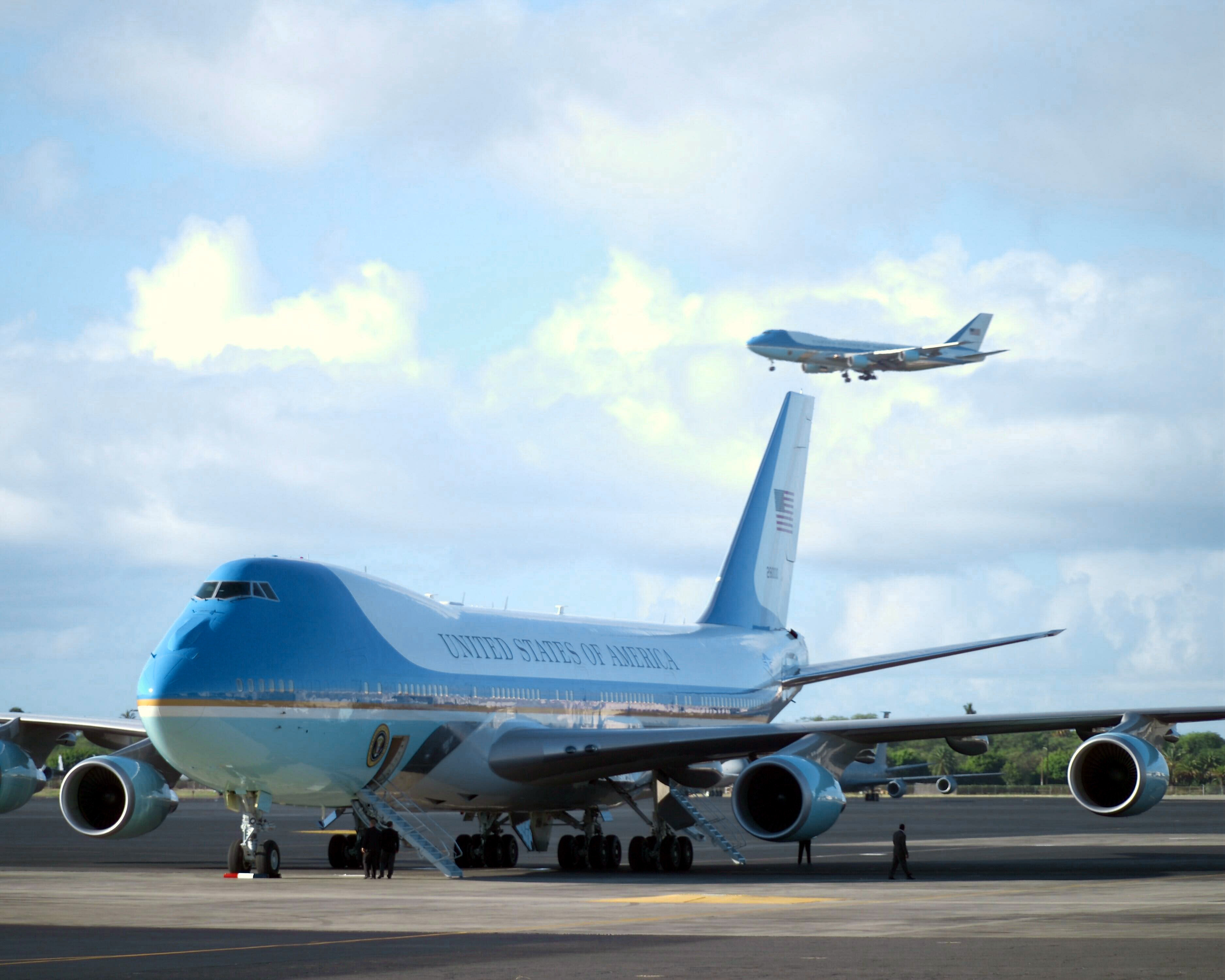
Два Air Force One сідають у Гіккамі. 2003
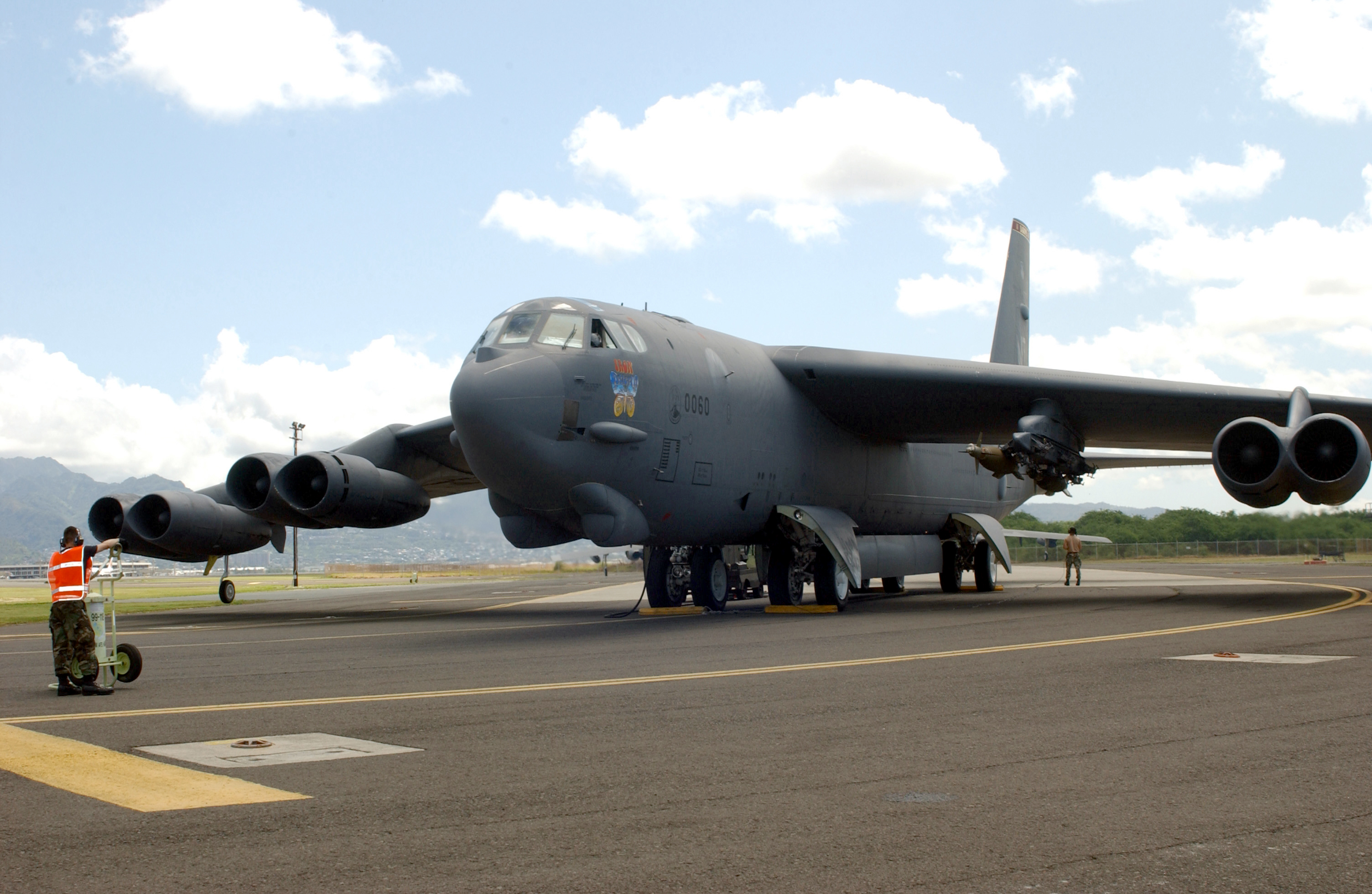
Стратегічний бомбардувальник B-52 «Стратофортресс» на злітно-посадковій смузі аеродрому. 2004
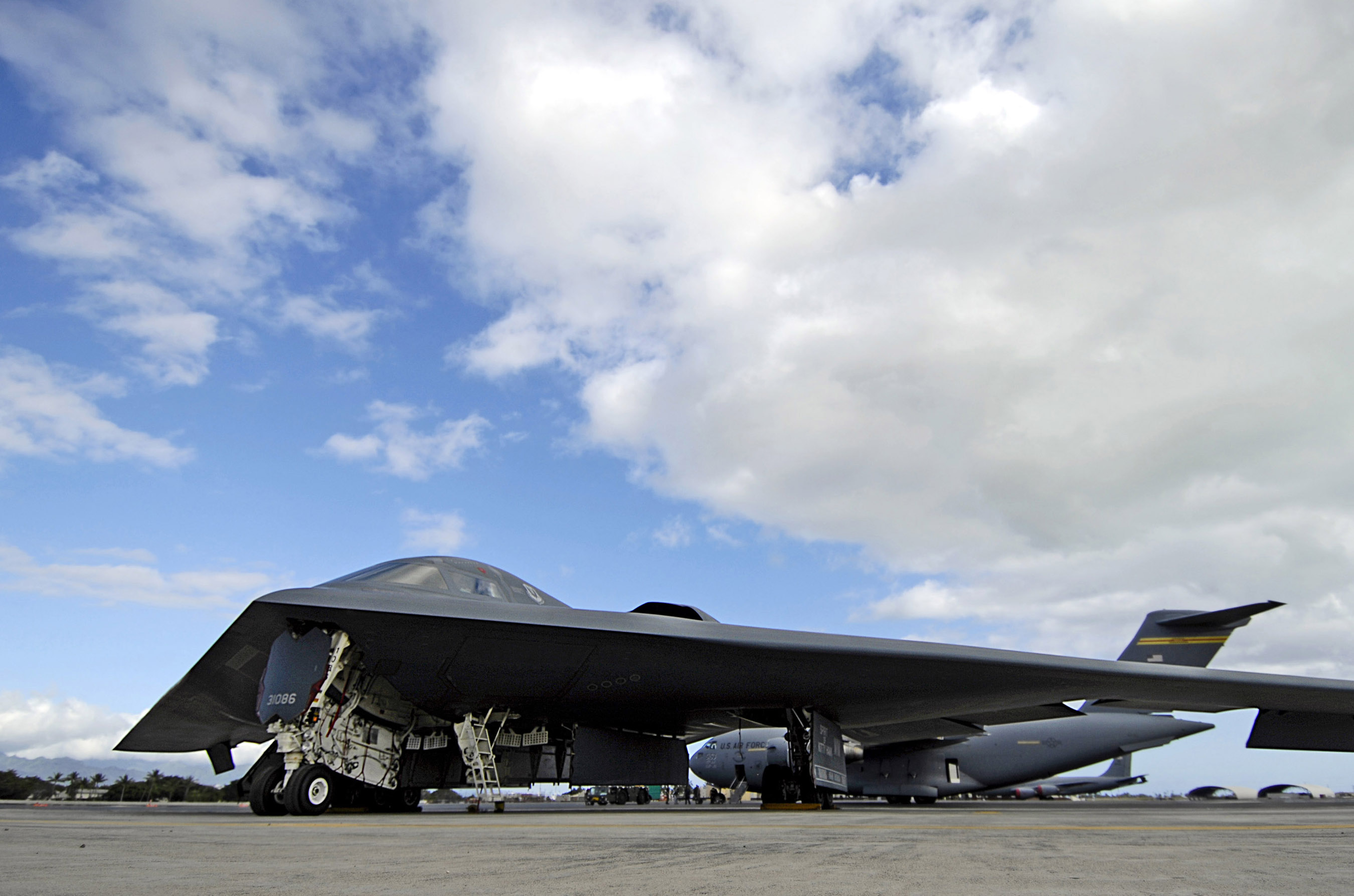
Малопомітний стратегічний бомбардувальник B-2 «Спірит». 2008
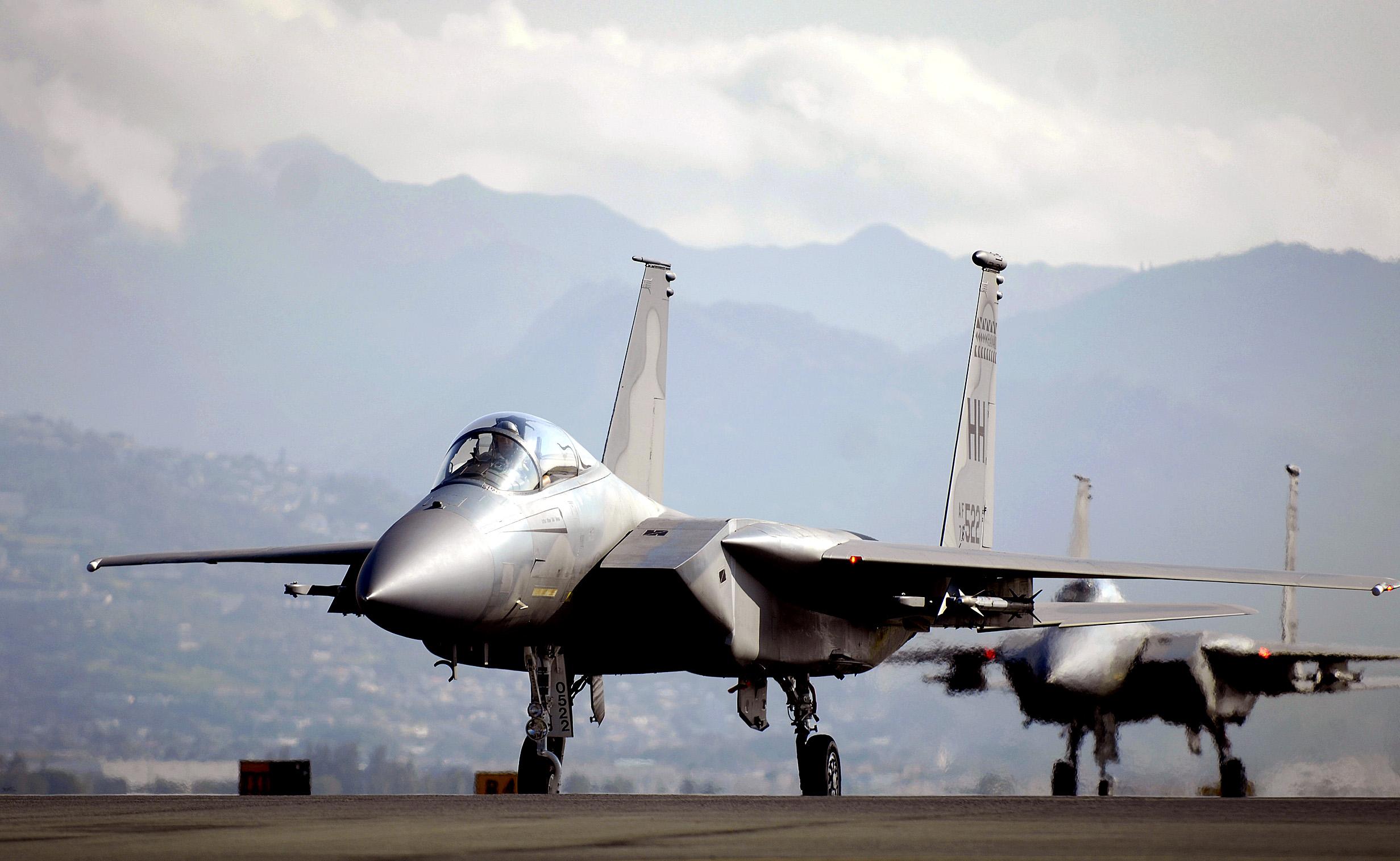
Посадка винищувачів F-15A «Іґл» на злітну смугу аеродрому Гіккам. 2008
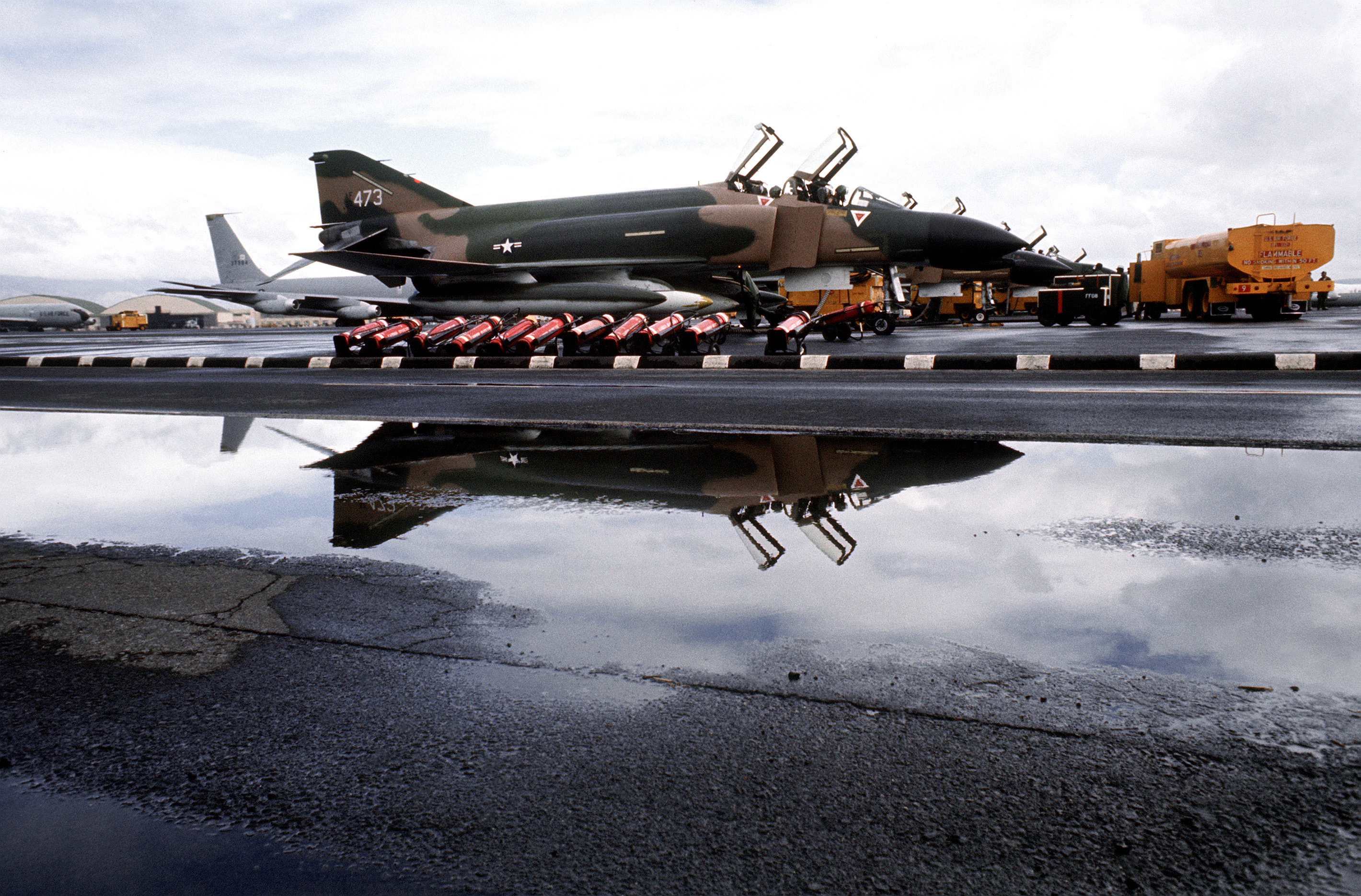
Винищувачі F-4 «Фантом» II